# ورنر لهرر

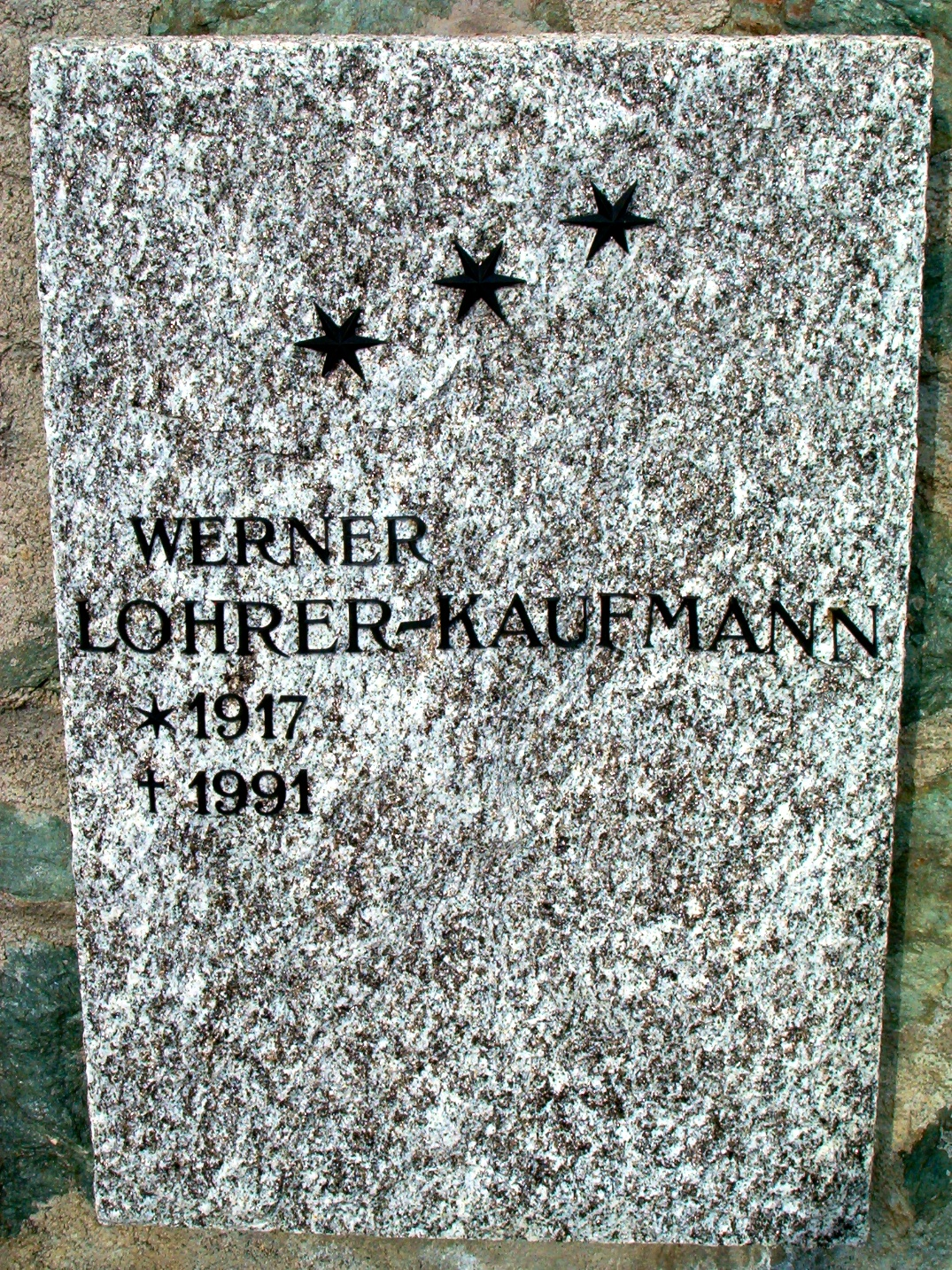
سنگ‌مزار «ورنر لهرر»

ورنر لهرر (انگلیسی: Werner Lohrer; ۴ مارس ۱۹۱۷ – ۱۹۹۱ (۷۳−۷۴ سال)) ورزشکار هاکی روی یخ اهل سوئیس بود.
وی در مسابقات کشوری و بین‌المللی در مجموع برندهٔ ۱ مدال برنز شده‌است.